# Llista de videojocs d'estratègia
Aquesta llista de videojocs d'estratègia inclou alguns dels títols més populars del gènere, incloent-hi els subgèneres per manera de dur a terme les accions.

## Videojocs d'estratègia
- Core Wars
- Defender of the Crown
- Lords of Conquest
- Terrorist
- Wargame Construction Set

## Videojocs d'estratègia per torns
- Advance Wars (Gameboy Advance)
- Alpha Centauri (PC)
- Age of Wonders
- Battle Isle
- Battle for Wesnoth
- Chaos
- Civilization
- Colonization
- Crusader Kings
- Cry Havoc: Test of Faith
- Dominions II
- Europa Universalis
- Fallen Haven
- Fire Emblem
- Freeciv
- Galactic Civilizations
- Hearts of Iron
- Heroes of Might and Magic
- Lord of Chaos
- Master of Orion
- Pacific Theater of Operations
- Rebelstar: Tactical Command
- Samurai Blades: On Deadly Ground
- Sangokushi
- Shattered Union
- Silent Storm
- Space Empires
- Stars!
- Steel Panthers
- Superpower 2
- Sword of Aragon
- Total Chaos: Battle at the Frontier of Time
- Victoria: An Empire Under the Sun
- VGA Planets
- Warlords
- Worms
- Pokemon Netbattle basat en els jocs de Pokémon fets per Nintendo

## Videojocs de tàctiques per torns
- Etherlords
- Final Fantasy Tactics
- Jagged Alliance
- Shining Force
- Silent Storm
- Tactics Ogre
- X-COM
- Disgaea: Hour of Darkness

## Videojocs de simulació econòmica
- OpenTTD
- Railroad Tycoon
- Simutrans
- Transport Tycoon

## Videojocs d'estratègia en temps real
- Age of Empires
- Age of Mythology
- Battle Realms
- Blitzkrieg
- Boson
- Colobot
- Command and Conquer i Red Alert
- Company of Heroes
- Cossacks: European Wars
- Dark Reign
- Dune
- Earth 2150
- Empire Earth
- Glest
- Homeworld
- KKnD
- LostMagic
- Malvinas 2032
- Mega Lo Mania
- OpenRTS
- Outlive
- Rise of Nations
- StarCraft
- Stronghold
- Submarine Titans
- Supreme Commander
- The Lord of the Rings: The Battle for Middle-Earth
- Total Annihilation i TA Spring
- Warcraft
- Warhammer 40,000: Dawn of War

## Videojocs de tàctiques en temps real
- Battle Realms
- Commandos
- Fleet Command
- Ground Control
- Myth
- Syndicate
- Takeda
- Total War
- Warhammer: Dark Omen
- Warhammer: Shadow of the Horned Rat